# Oberägeri
Oberägeri ist eine politische Gemeinde im Kanton Zug in der Zentralschweiz.

## Geographie

Historisches Luftbild von Werner Friedli von 1947

Das Hochtal liegt direkt am Nordufer des auf 724 m gelegenen Ägerisees. Zu Oberägeri gehören auch die Orte Alosen, Böschi sowie Morgarten, dessen Name mit der Schlacht am Morgarten (1315) verbunden ist.
Von der Gemeindefläche sind (2013/2018; Bundesamt für Statistik, Arealstatistik) 46,0 % Wald und Gehölz, 40,0 % landwirtschaftliche Nutzfläche, 7,5 % Siedlungsfläche und 6,5 % unproduktive Flächen. Nachbargemeinden sind Menzingen ZG und Feusisberg im Kanton Schwyz im Norden, Einsiedeln und Rothenthurm SZ im Kanton Schwyz im Osten, Sattel SZ im Südosten und Süden sowie Unterägeri im Westen. Am Höhronen findet sich ein Dreikantonseck (Schwyz, Zug und Zürich) ().

## Geschichte
Die Gemeinde am Ägerisee war bereits früh besiedelt. Dies belegen Fundstücke aus der Bronzezeit, der Römerherrschaft und aus einem alemannischen Grab. Ursprünglich lag die hohe Gerichtsbarkeit bei der Fraumünsterabtei. Diese ging in die Hände der Habsburger über. Das Kloster Einsiedeln übte die niedere Gerichtsbarkeit aus. Das Ägerital schloss sich 1352 mit anderen Gemeinden der Vogtei Zug der Eidgenossenschaft an.
In der Alten Eidgenossenschaft war der Kanton Zug zweigegliedert. Das Innere Amt umfasste die Stadt Zug und ihre Vogteien. Das Äussere Amt die unabhängigen Gemeinden/Pfarreien. Zu ihnen gehörte auch Ägeri, dass sich im frühen 18. Jahrhundert in die Pfarreien Oberägeri und Unterägeri (Wilen) aufspaltete. Aus den beiden Pfarreien entstanden 1798 eigenständige Gemeinden. In der Zeit der Helvetik gehörte Oberägeri zum Distrikt Zug, beteiligte sich aber 1799 am «Hirthemmli-Aufstand» gegen die aufgezwungenen neuen politischen Verhältnisse.
Der Winter ohne Sommer 1816/1817 führte zu einer Hungersnot und der Rückgang der Heimindustrie zu einer Abwanderung in Industriegebiete oder zur Auswanderung nach Amerika. Einen starken Einfluss auf den trotz der abgelegenen Lage im Vergleich zu anderen Berggemeinden geringen Bevölkerungsrückgang hat das Aufkommen des Fremdenverkehrs, das Einheimischen Arbeitsplätze bot.
Seit der Verbreitung des Automobils gibt es einen starken Pendlerverkehr, der erst die Abwanderung bremste und danach bis heute zu einem starken Bevölkerungswachstum beigetragen hat.

### Wappen
Das heutige Gemeindewappen, in dem die Apostel Petrus und Paulus als Ruderer in einem roten Boot stehen, entstand erst im 19. Jahrhundert und wurde im 20. Jahrhundert weiter verändert. Es verweist auf die beiden Patrone der Pfarrkirche.
Petrus erschien schon 1349 auf dem Pfarreisiegel. Das erste bekannte Siegel der Gemeinde Ägeri aus dem frühen 18. Jahrhundert zeigt die Apostel Petrus und Paulus und im Wappenschild zwei bemannte Segelschiffe auf dem See.

## Politik

### Gemeinderat
Der Gemeinderat besteht aus fünf Mitgliedern (Stand September 2023):
- Marcel Güntert (FDP) – Gemeindepräsident, Bildung und Schule
- Evelyn Rust (Die Mitte) – Vizegemeindepräsidentin, Finanzen, Wirtschaft, Tourismus, Kultur, Freizeit, Sport
- Laura Marty-Iten (Forum Oberägeri) – Soziales
- Beat Strebel (FDP) – Bauamt
- Beat Wyss (Die Mitte) – Sicherheit, Verkehr, Umwelt, Energie, Fischerei

Gemeindeschreiber ist Alexander Klauz.

### Kantonsratswahlen
Wähleranteile in Oberägeri bei den Kantonsratswahlen 2022 des Kantons Zug: Die Mitte 38,92 %, FDP 26,33 %, SVP  17,55 %, Alternative Liste Grüne (ALG); auf Bundesebene Teil der GPS 12,23 %, glp 2,97 % und SP 2,00 %.

### Nationalratswahlen
Bei den Schweizer Parlamentswahlen 2019 betrugen die Wähleranteile in Oberägeri: CVP 38,9 %, SVP 30,0 %, FDP 11,6 %, GPS 11,1 %, SP 3,6 %, glp 3,1 % und EVP 1,6 %.

## Bevölkerung
Die Bevölkerungszahl der Gemeinde wuchs zwischen 1660 und 1847 stark (1660–1847: +136,4 %). Danach folgte bis 1910 eine Phase der Stagnation. Bis 1970 wuchs die Bevölkerung nur in langsamen Tempo (1910–1970: +59,1 %). Seither gab es einen starken Anstieg der Bevölkerung (1970–2022: +114,4 %). Insgesamt hat sich die Einwohnerzahl seit 1660 verachtfacht (1660–2022: +713,1 %). Dies ist typisch für den Kanton Zug, der wegen der tiefen Steuern und der Nähe zu Zürich in den Jahren seit 1945 ein enormes Bevölkerungswachstum erlebt.
Quellen:hls für 1660 und 1743; Volkszählungen in der Schweiz vor 1850; Bevölkerungsentwicklung der Gemeinden 1850–2000; 2010 ESPOP, 2020 STATPOP

### Sprachen
Die Alltagssprache ist Schweizerdeutsch, eine hochalemannische Mundart. Hinzu kommen Sprachen der Zugewanderten aus anderen Sprachgebieten der Schweiz und dem Ausland.

### Religionen – Konfessionen
In früheren Zeiten war die gesamte Bevölkerung Mitglied der römisch-katholischen Kirche. Bei der Volkszählung 1850 bestand die gesamte Einwohnerschaft von 1'807 Bewohnern aus katholischen Christen. Bei der letzten klassischen Volkszählung im Jahr 2000 waren von den 4'740 Bewohnern 3'113 oder 65,68 % katholische und 788 oder 16,62 % reformierte Christen. Daneben gab es 63 Muslime und 45 orthodoxe Christen. Bereits 442 Personen waren konfessionslos und 176 Menschen machten keine Angaben zu ihrer Konfession.
Die beiden Landeskirchen verlieren rasant Mitglieder. Im Jahr 2022 gehörten (laut Berechnungen des Bundesamts für Statistik) nur noch 49,1 % der Bevölkerung zur Katholischen Kirche und 10,9 % zur Evangelisch-Reformierten Landeskirche. Die Zahl der Konfessionslosen und Muslime ist seit der letzten klassischen Volkszählung 2000 stark gewachsen. Zusammen mit Christen ausserhalb der Landeskirchen, nichtchristlichen Glaubensgemeinschaften und Konfessionslosen stellen sie 40,0 % der Einwohnerschaft.

### Herkunft – Nationalität
Von den Ende 2022 6'415 Personen waren 4'484 Schweizer Staatsangehörige und 1'931 (30,10 %) Menschen anderer Staatsangehörigkeit. Die grössten Zuwanderergruppen kommen aus Deutschland (467 Menschen), dem Vereinigten Königreich (194), der Niederlande (106), Italien und Portugal (je 70), Frankreich (68), Österreich (62), Belgien (58), Polen (49) sowie Griechenland (41).

### Altersstruktur
Die Gemeinde zählt einen hohen Anteil an Leuten im mittleren Alter. Während der Anteil der Personen unter zwanzig Jahren 20,65 % der Ortsbevölkerung ausmacht, sind 19,53 % Senioren (65 Jahre und älter). Die grösste Altersgruppe stellen die Personen zwischen 45 und 59 Jahren. Grund dafür ist die Alterung der Generation der Babyboomer (Jahrgänge bis 1965). Auf 100 Leute im arbeitsfähigen Alter (20–64 Jahre; 3'837 Personen) entfallen 35 Junge (1'325 Personen) und 33 Menschen (1'253 Personen) im Pensionsalter.
Die aktuelle Altersverteilung zeigt folgende Tabelle:
| Alter                                                             | 0–6 Jahre | 7–15 Jahre | 16–19 Jahre | 20–29 Jahre | 30–44 Jahre | 45–59 Jahre | 60–79 Jahre | 80 Jahre und mehr | Einwohner |
| Anzahl                                                            | 400       | 640        | 285         | 523         | 1'126       | 1'678       | 1'470       | 293               | 6'415     |
| Anteil                                                            | 6,24 %    | 9,98 %     | 4,44 %      | 8,15 %      | 17,55 %     | 26,16 %     | 22,92 %     | 4,57 %            | 100 %     |
| Quelle: Bundesamt für Statistik, Bevölkerung nach Alter Ende 2022 |           |            |             |             |             |             |             |                   |           |

## Bildung
Die Gemeinde hat ein eigenes Schulsystem. Seit dem Schuljahr 2008/2009 sind Kindergarten und 1. Primarschulklasse die Stufe Grundschule. Die Schulorte für die Grundschule sind Fischmatt, Hofmatt 1, Kirchmatt und Morgarten. Die Schulhäuser auf Stufe Primarschule sind Hofmatt 1, Hofmatt 4 und Morgarten. Schulort auf Stufe Sekundarschule ist Hofmatt 2.
Die Oberstufenschüler, die das Gymnasium der Kantonsschule Zug besuchen, müssen dafür in die Kantonsschule Menzingen (KSM) oder in die Kantonsschule Zug (KSZ) in der Stadt Zug.

### Lernende mit Schulort Oberägeri
Wegen der Schulstufe Grundschule gibt es keine Zahlen für Klassen im Kindergarten. Die Anzahl der Kinder auf Stufe Kindergarten ist allerdings erfasst.
| Schuljahr (2022/2023)                | Kindergarten | Primarschule | Sekundarstufe I | Gesamthaft |
| ------------------------------------ | ------------ | ------------ | --------------- | ---------- |
| Abteilungen                          | —            | 24           | 9               | 33         |
| Lernende                             | 103          | 337          | 145             | 585        |
| Quelle: Fachstelle für Statistik Zug |              |              |                 |            |

## Wirtschaft
Landwirtschaft und Handwerk waren lange die Hauptwirtschaftszweige in Oberägeri. Bis in die Zeit nach der Staatsgründung der Schweiz war zudem Heimarbeit in der Seidenweberei ein wichtiger Erwerbszweig. Nach dem Zweiten Weltkrieg wuchs der Sektor 3 (Dienstleistungsunternehmen) immer stärker. Die Mehrheit der Beschäftigten arbeitete 2021 in Dienstleistungsunternehmen (Sektor 3). Danach folgte der Bereich Industrie und Gewerbe (Sektor 2). Der bis ins 19. Jahrhundert dominierende Bereich Landwirtschaft/Forstwirtschaft/Fischerei (Sektor 1) hat nur noch untergeordnete Bedeutung. Die Zahlen für die drei Sektoren sehen wie folgt aus:
|                                          | 1. Sektor | 1. Sektor    | 1. Sektor         | 2. Sektor | 2. Sektor    | 2. Sektor         | 3. Sektor | 3. Sektor    | 3. Sektor         | Total    | Total        | Total             |
|                                          | Betriebe  | Beschäftigte | Vollzeit- stellen | Betriebe  | Beschäftigte | Vollzeit- stellen | Betriebe  | Beschäftigte | Vollzeit- stellen | Betriebe | Beschäftigte | Vollzeit- stellen |
| Anzahl                                   | 76        | 200          | 130               | 56        | 302          | 259               | 411       | 1'235        | 841               | 543      | 1'737        | 1'230             |
| Anteil                                   | 14,00 %   | 11,51 %      | 10,59 %           | 10,31 %   | 17,39 %      | 21,03 %           | 75,69 %   | 71,10 %      | 68,37 %           | 100 %    | 100 %        | 100 %             |
| Quelle: Bundesamt für Statistik, STATENT |           |              |                   |           |              |                   |           |              |                   |          |              |                   |

## Verkehr
Bis 1852 war von Oberägeri aus die Aussenwelt nur zu Fuss, per Pferd oder per Fuhrwerk zu erreichen. Im 19. und frühen 20. Jahrhundert kam es zu einer starken Modernisierung in Sachen Verkehr. Zwischen 1852 und 1905 verkehrte eine Postkutsche zwischen Zug und Oberägeri. Ab 1904 gab es einen Busbetrieb und zwischen 1912 und 1954 verkehrte eine Strassenbahn zwischen Zug und Oberägeri. Nach Aufnahme des Busbetriebs verblieb von der alten Postkutschenlinie zwischen Zug und Sattel noch die Strecke Oberägeri bis Sattel. Diese Postkutschenlinie bestand weiter bis in die 1920er Jahre. Danach wurde auch dort auf Busbetrieb umgestellt.
Oberägeri liegt an der Hauptstrasse 381. Man kann Oberägeri heute mit der Buslinie 1 (Zug–Oberägeri) der Zugerland Verkehrsbetriebe erreichen. Zwei weitere Buslinien führen ins Umland: Nach Alosen und dem Ausflugsziel Raten führt die Linie 10. Nach Sattel kann man mit der Linie 9 gelangen, wo Anschluss an die SOB-Strecke Biberbrugg–Arth-Goldau besteht.

## Sehenswürdigkeiten
- Die dreischiffige neugotische katholische Pfarrkirche St. Peter und Paul wurde 1905 bis 1908 nach den Plänen von August Hardegger erbaut und ersetzt die spätgotische Landkirche deren Glockenturm integriert wurde.
- Das 1496 geweihte Beinhaus St. Michael enthält den grössten im Kanton Zug erhalten gebliebenen spätgotischen Freskenzyklus.
- Das Pfrundhaus in Blockbauweise aus den Jahren 1610/1611 diente zunächst als Pfarrhaus, danach als Wohnsitz der Kapläne[18].
- Auf einer Hügelkuppe am Pilgerweg nach Einsiedeln liegt die um 1701 erbaute Kapelle der Einsiedelei St. Jost.[19]

## Bilder

Oberägeri, historisches Luftbild von 1923, aufgenommen aus 500 Metern Höhe von Walter Mittelholzer
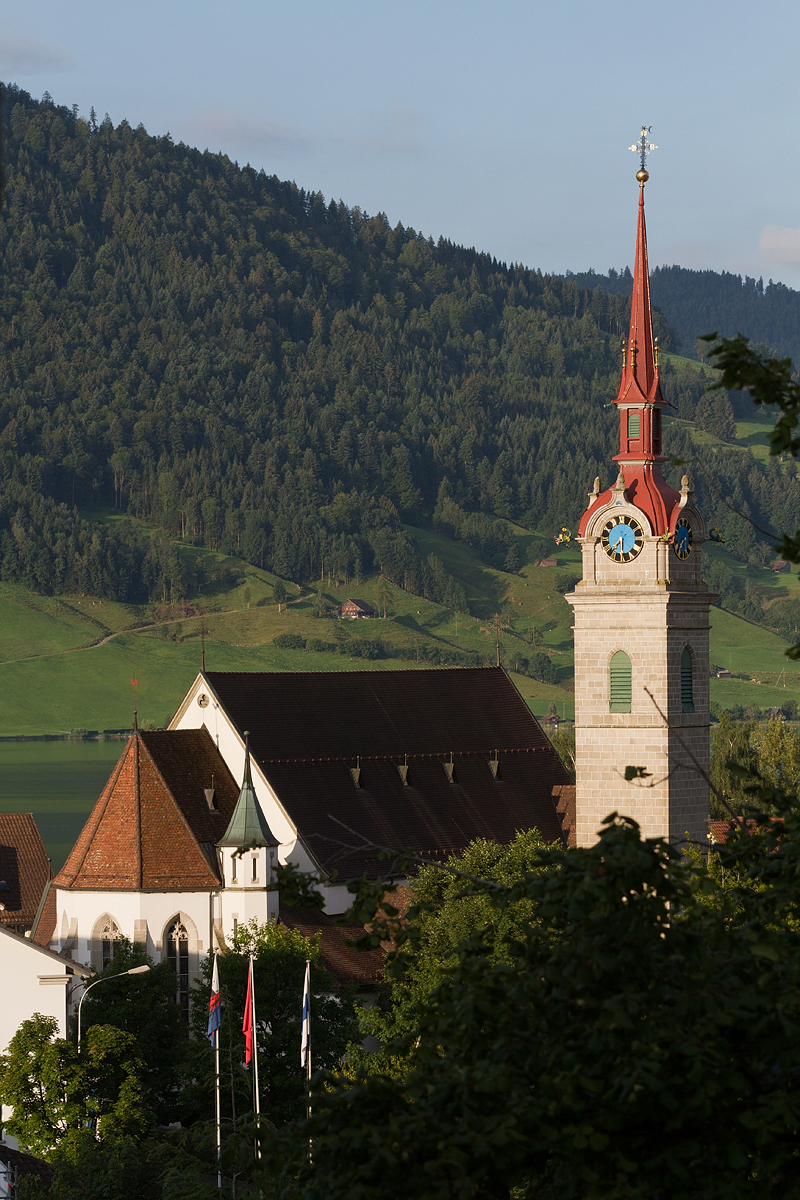
Pfarrkirche St. Peter und Paul
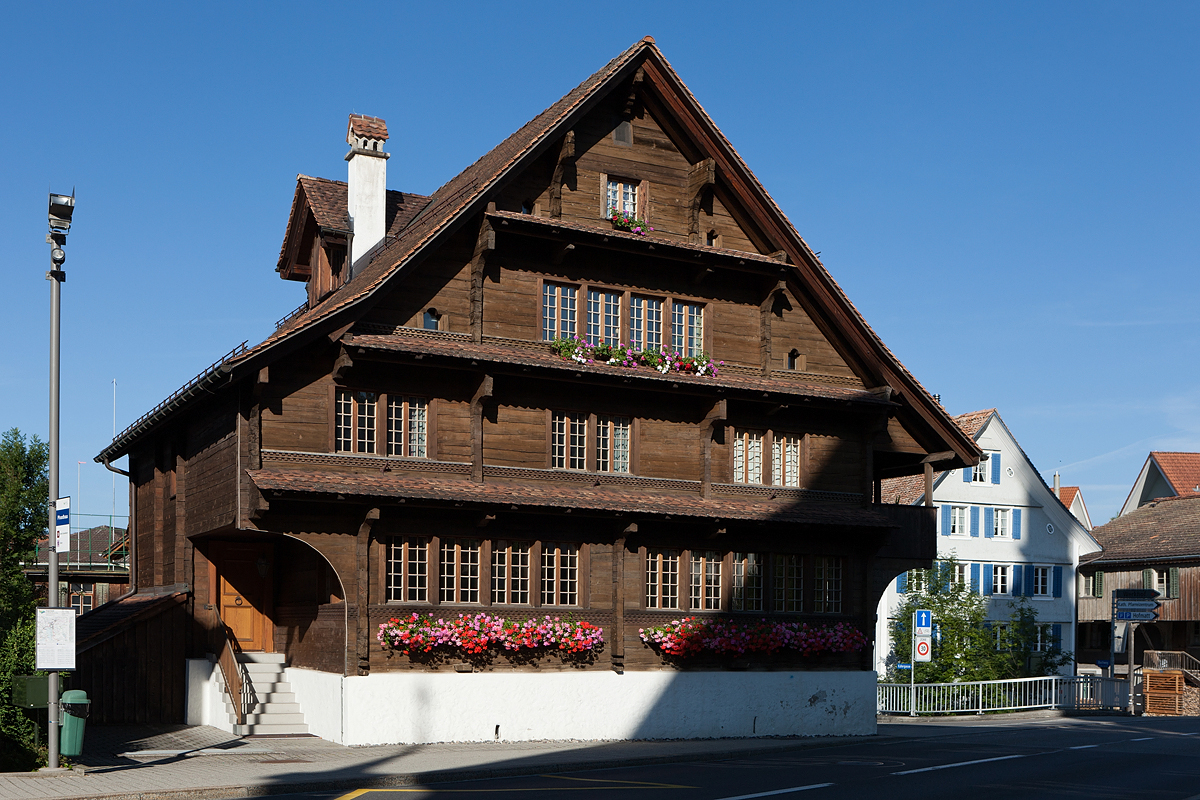
Pfrundhaus
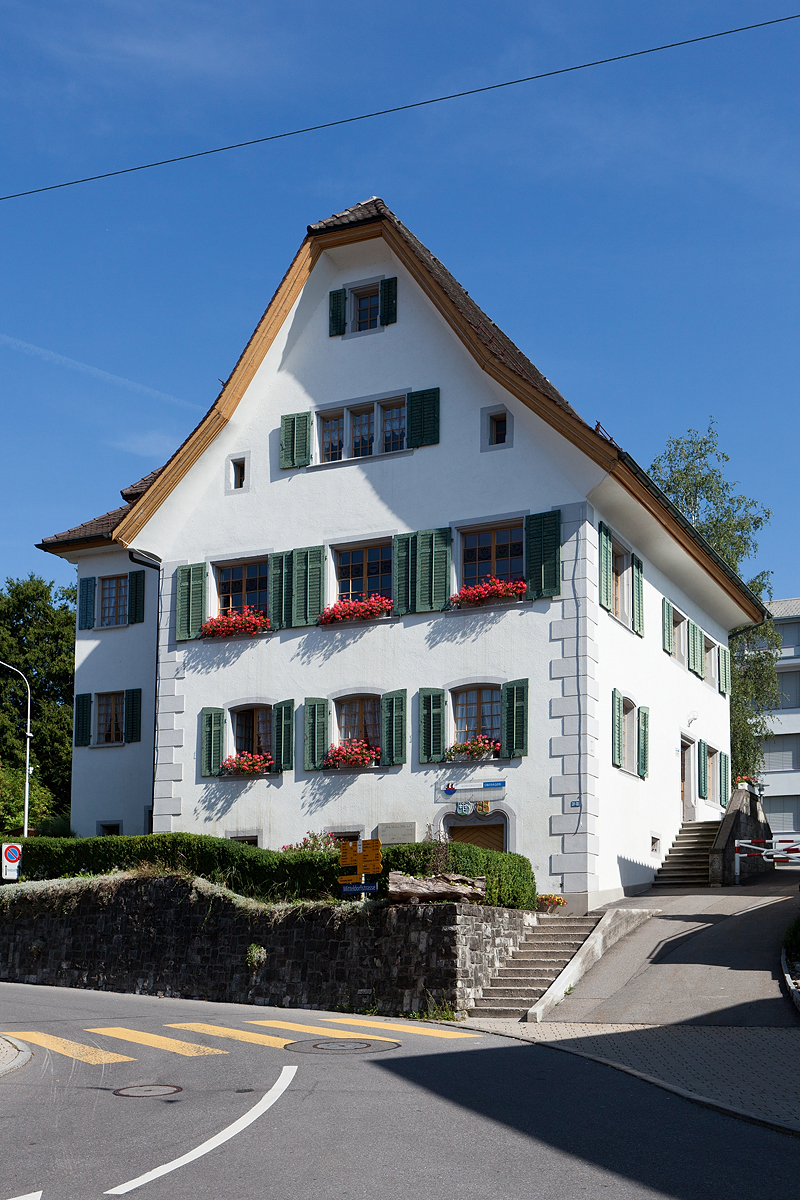
Zurlaubenhaus
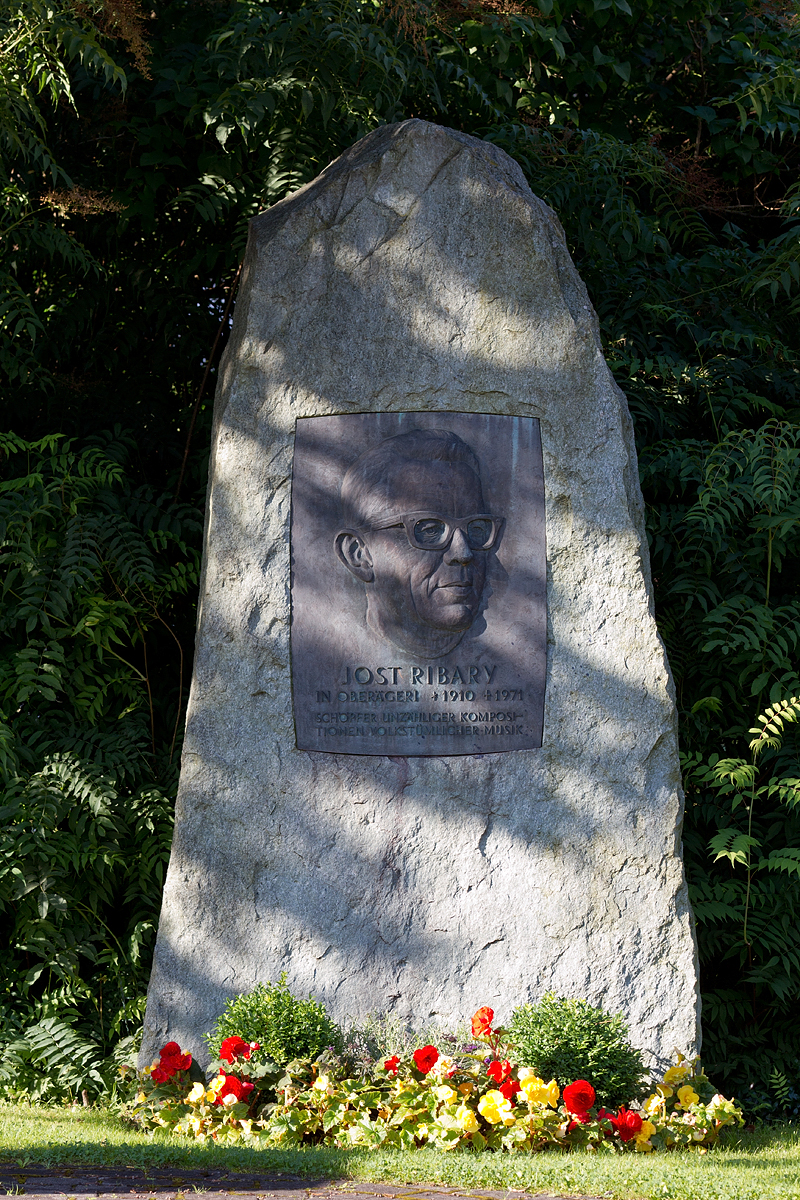
Gedenkstein Jost Ribary
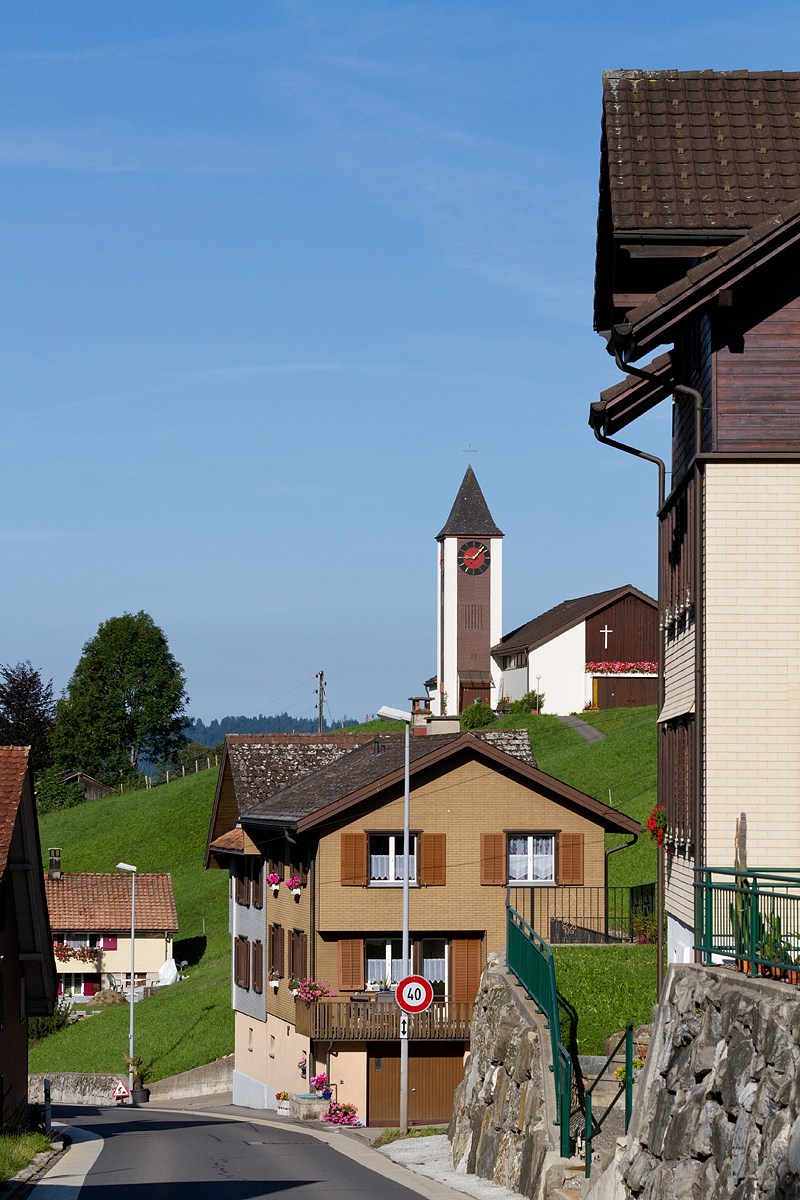
Alosen
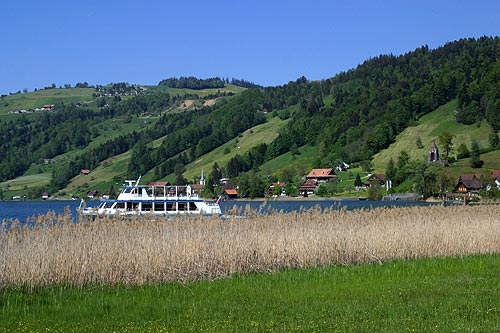
Morgarten
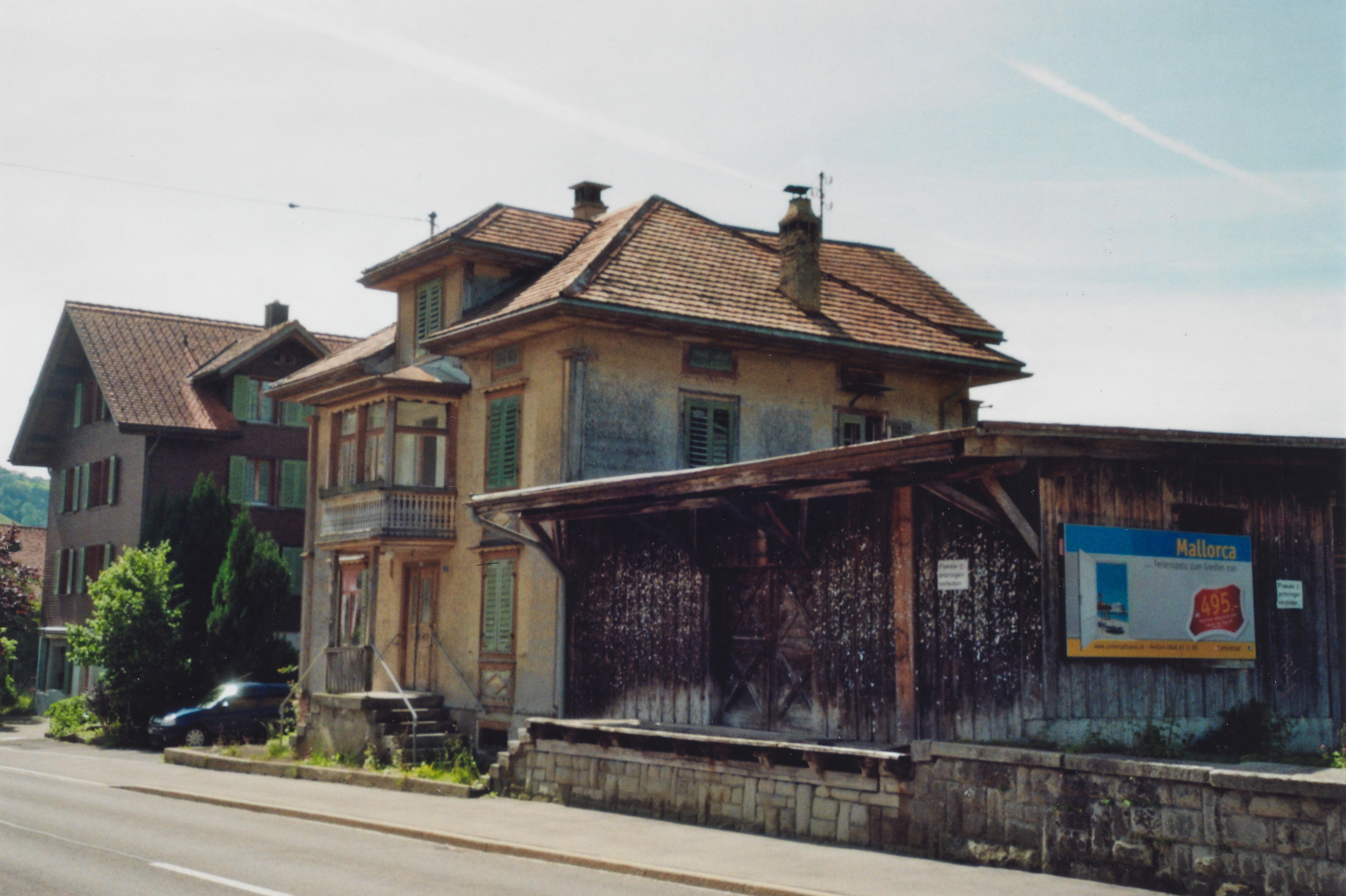
Altes Stationsgebäude mit Güterschuppen der Überland-Tramstrecke Zug–Oberägeri, Morgartenstrasse 4 (2012)

## Persönlichkeiten
- Alois Betschart (1926–1978), Volksmusiker
- Jakob Billeter (1630–1712), Pfarrer und Chronist des 17. Jahrhunderts[20][21]
- Johann Christian Iten, Kriegshauptmann des 16. Jahrhunderts, Anführer der Katholiken in der Schlacht am Gubel 1531[20]
- Laura Dittli (* 1991), Politikerin
- Valérie Dittli (* 1992), Politikerin
- Henry van de Velde (1863–1957), flämisch-belgischer Künstler, ursprünglich Maler, dann auch Architekt und Designer des Jugendstils und der beginnenden Moderne
- Kaspar Heinrich (ca. 1585–ca. 1620), Ratsherr und Diplomat, 1595–97 Landvogt in Baden AG, 1610–1612 Ammann des Standes Zug[20][22]
- Johann Jakob Heinrich (1661–1720), Gemeindeschreiber und Ratsherr[23]
- Josef Anton Heinrich (1702–1784), Sohn des Johann Jakob Heinrich, Politiker und Hauptmann[24]
- Rudolf Henggeler (1890–1971), Benediktinermönch im Kloster Einsiedeln und Historiker
- Heinrich Henrich (1614–1682), Jesuit, Hochschullehrer und Bühnenautor
- Jakob Nussbaumer (1602–1668), Pfarrer
- Silvan Nussbaumer (1920–1987), Politiker (CVP)
- Gerhard Pfister (* 1962), Politiker (Die Mitte), wohnt in Oberägeri
- Wilhelm Pfister (1879–1963), Gründer und Leiter des Instituts Dr. Pfister, Oberägeri
- Jost Ribary (1910–1971), Komponist, Kapellmeister, Klarinetten- und Saxophonspieler
- Marco Rima (* 1961), Schauspieler und Kabarettist, wohnt in Oberägeri
- Eduard Rogenmoser (1885–1948), Fotograf und Posthalter in Alosen, Oberägeri
- Luca Sbisa (* 1990), Eishockeyspieler
- Peter Schorowsky (* 1964; Pseudonym: Pe), Schlagzeuger der Band Böhse Onkelz
- Jakob Vetsch (1879–1942), Mundartforscher und Schriftsteller, lebte von 1934 bis zu seinem Tod 1942 in Oberägeri, Gemeindepräsident
- René Wicky (* 1941), Musikproduzent, Musikverleger und Akkordeonspieler